# Dives-sur-Mer
Dives-sur-Mer è un comune francese di 6 107 abitanti situato nel dipartimento del Calvados nella regione della Normandia.

## Società

### Evoluzione demografica
Abitanti censiti